# بلدة سوميت (مقاطعة جاكسون)
سوميت، مقاطعة جاكسون (بالإنجليزية: Summit Township, Jackson County, Michigan)‏ هي بلدة تقع بولاية ميشيغان في الولايات المتحدة. تبلغ مساحتها 77.4 (كم²)، وترتفع عن سطح البحر 292 م، بلغ عدد سكانها 21534 نسمة في عام تعداد الولايات المتحدة 2000 حسب إحصاء مكتب تعداد الولايات المتحدة وتصل الكثافة السكانية فيها 283.9 نسمة/كم2.

## وصلات خارجية
- - The US50 - Cities and Towns in Michigan State
- Michigan Cities and Towns, Facts, Map, Flag, Colleges, Government, and More